# Louis Thiroux de Crosne
Marie Louis Thiroux de Crosne (Paris, 14 de julho de 1736 — Paris, 28 de abril de 1794) foi um magistrado francês, último tenente-geral de Polícia (espécie de chefe de polícia) da cidade de Paris no Antigo Regime.

## Biografia
Filho de Louis-Lazare Thiroux d'Arconville e de Marie-Geneviève-Charlotte Darlus, casou-se em 24 de janeiro de 1763 com Anne-Adélaïde-Angélique de la Michodière (aprox. 1745-Paris, 6 de setembro de 1812), filha mais velha de Jean-Baptiste-François de la Michodière, Conde d'Hauteville, conselheiro de Estado e de Anne Luthier de Saint-Martin.
Seu único filho, Amédée-Jean-Charles Thiroux d'Arconville (aprox. 1778-1835) desposaria Louise Marie Mayou d'Aulnoy, filha de um conselheiro do Parlamento de Dijon.

## Carreira
Conselheiro no Parlamento de Paris desde 20 de agosto de 1758, depois chefe das petições para provisões, em 13 de julho de 1761. Chefe das petições honorárias em 1767, pediu demissão em 1º de maio de 1773.
Nomeado Intendente-adjunto da divisão administrativa de Rouen em 1767, substituiu seu cunhado no posto de Intendente em 1768. Foi nomeado primeiro Presidente do Conselho Superior, criado pela reforma feita por Maupeou em Rouen no ano de 1771.
Em 1777, tornou-se o Intendente da Lorena e Barrois, em Metz.
Voltou para Rouen em 1778 e permaneceu lá até 30 de julho de 1785.
Em seguida foi nomeado Tenente Geral da Polícia da Cidade de Paris, por decreto do Conselho de Estado, em 30 de Julho de 1785 e permaneceu no posto até a Revolução Francesa. Foi com este título que supervisionou o translado de ossários para as Catacumbas de Paris, fazendo face à saturação dos cemitérios parisienses. Estima-se em cerca de 6 milhões o número de restos mortais que foram assim deslocados para uma série de ossários que ainda hoje existem em Paris.
Crosne foi executado após sua volta do exílio, em 1792, durante o Terror, em 28 de abril de 1794.